# 厚果槐
厚果槐（学名：Sophora pachycarpa），为豆科槐属下的一个植物种。